# Rußmühle (Furth im Wald)
Rußmühle ist ein Ortsteil der Stadt Furth im Wald im Landkreis Cham des Regierungsbezirks Oberpfalz im Freistaat Bayern.

## Geografie
Rußmühle liegt 7 Kilometer westlich von Furth im Wald, 1 Kilometer südwestlich der Staatsstraße 2154 am Rußmühlbach.

## Geschichte
Rußmühle wurde in den Quellen erst Anfang des 19. Jahrhunderts erwähnt. Sie ist allerdings wahrscheinlich wesentlich älter. Anfang des 19. Jahrhunderts hatte sie zwei Anwesen, darunter eine Mühle und gehörte zur Hofmark Ränkam.
1808 wurde die Verordnung über das allgemeine Steuerprovisorium erlassen. Mit ihr wurde das Steuerwesen in Bayern neu geordnet und es wurden Steuerdistrikte gebildet. Dabei kam Rußmühle zum Steuerdistrikt Ränkam. Der Steuerdistrikt Ränkam bestand aus den Ortschaften Rußmühle, Waradein, Ziegelhütte, Degelberg und Ried bei Gleißenberg.
1821 wurden im Landgericht Cham Gemeinden gebildet. Dabei kam Rußmühle zur Gemeinde Ränkam. Ränkam war patrimonialgerichtische Gemeinde, die mit dem Steuerdistrikt Ränkam identisch war. Sie hatte ein Patrimonialgericht I. Klasse unter Freiherr von Völderndorff. 1851 wurde Ried bei Gleißenberg aus der Gemeinde Ränkam herausgelöst und eigenständige Gemeinde.
Von 1867 bis 1946 bestand die Gemeinde Ränkam aus den Ortsteilen Bruckmühle, Degelberg, Kühberg, Leinmühle, Ränkam, Rußmühle, Tradt, Waradein und Ziegelhütte. 1946 wurde die Gemeinde Grabitz zerschlagen. Grabitz mit Stieberg und Tradtbauer wurde nach Furth im Wald eingemeindet und Haberseigen kam zur Gemeinde Ränkam. Bei der Gebietsreform in Bayern wurde 1972 die Gemeinde Ränkam mit ihren Gemeindeteilen Bruckmühle, Degelberg, Haberseigen, Kühberg, Leinmühle, Ränkam, Rußmühle, Tradt, Waradein und Ziegelhütte in die Stadt Furth im Wald eingemeindet.
Die Rußmühle gehörte 1838 zur Pfarrei Arnschwang. 1845 baten die Einwohner der Rußmühle darum, in die Pfarrei Gleißenberg umgepfarrt zu werden. Diese Bitte wurde von der Pfarrei Arnschwang abgelehnt. 1871 erneuerten die Rußmühler ihre Bitte und die Einwohner der Ziegelhütte schlossen sich der Bitte an. 1874 wurde der Bitte stattgegeben. 1874 wurden die Rußmühle und der Weiler Ziegelhütte in die Pfarrei Gleißenberg, Dekanat Cham umgepfarrt. Mit Gründung der Filialkirche Lixenried 1963 wurde Rußmühle dieser zugeordnet. 1997 hatte Rußmühle 29 Katholiken. Auf dem Müllerhaus der Rußmühle befindet sich ein kleiner Glockenstuhl mit einer Glocke. Die Glocke trägt die Aufschrift „Therese Fischer 1876“ nach der ehemaligen Besitzerin. Die Glocke wird nach altem Brauch dreimal täglich geläutet. Sie überstand die beiden Weltkriege, da sie von den Rußmüllern immer rechtzeitig versteckt wurde.
Im Ersten Weltkrieg fielen vier Männer aus Rußmühle: Anton Ascherl, Anton Bierl, Alois und Max Siegl. Opfer des Zweiten Weltkriegs wurde Franz Dankerl aus Rußmühle. Er starb am 9. März 1944 in Russland.

## Einwohnerentwicklung ab 1838
| Jahr | Einwohner | Gebäude |
| ---- | --------- | ------- |
| 1838 | 23        | 4       |
| 1861 | 32        | 18      |
| 1871 | 22        | 16      |
| 1885 | 46        | 7       |
| 1900 | 31        | 6       |
| 1913 | 29        | 6       |

| Jahr | Einwohner | Gebäude |
| ---- | --------- | ------- |
| 1925 | 27        | 5       |
| 1950 | 56        | 8       |
| 1961 | 39        | 7       |
| 1970 | 32        | k. A.   |
| 1987 | 28        | 8       |
| 2011 | 25        | k. A.   |

## Tourismus
Durch Rußmühle führt der Radweg Weiding-Gleißenberg. Er zweigt von den Fernradwegen des Chambtales ab:
- Ostbayerischer Jakobs-Radpilgerweg (Eschlkam-Regensburg-Donauwörth)[27][28]
- Chambtal-Radweg[29]
- München-Regensburg-Prag Radweg[30]